# Тунел Учка
Тунел Учка је тунел намењен за друмски саобраћај у Хрватској. Део је ауто-пута А8 који повезује Ријеку и Истру. Био је најдужи тунел за друмски саобраћај у Хрватској до тренутка изградње и завршетка пробијања тунела Мала Капела и Свети Рок на ауто-путу А1.

## Карактеристике
Тунел је грађен од 1976. до 1981. године. Отворен је за саобраћај 27. септембра 1981. године.
Дугачак је 5062 метра и има по једну траку у оба смера. Ограничење брзине је 80 km/h и забрањено је претицање унутар тунела.
Пре уласка у тунел се налази наплатна рампа пошто тунел функционише као директна веза ка Истарском ауто-путу па се на једном месту наплаћује путарина за обе ствари.

## Планови у будућности
У овом тренутку се поред првобитне тунелске цеви гради још једна, пошто је замишљено да се тунел Учка изједначи са тунелима на ауто-путу А1 по броју саобраћајних трака (и да одговара пуном профилу ауто-пута). Када се изградња заврши, тунел ће постати интегрални део ауто-пута А8 и имаће већи проток саобраћаја у односу на садашње стање.